# مارشال کلاگت
مارشال کلاگت (به انگلیسی: Marshall Clagett) (زادهٔ ۲۳ ژانویه ۱۹۱۶ در واشنگتن – درگذشتهٔ ۲۱ اکتبر ۲۰۰۵ در پرینستون، نیوجرسی) دانشمند آمریکایی در زمینه تاریخ علم پیش از گالیله و علم در مصر و یونان بود.
وی نویسنده آثاری متعدد در زمینه تاریخ علم و ریاضیات است.
او در ۸۹ سالگی در بیمارستانی در پرینستون (نیوجرسی) درگذشت.

## جوایز
- 1981, the John Frederick Lewis Prize of the American Philosophical Society, and the Alexandre Koyré Medal of the International Academy of the History of Science, for Archimedes in the Middle Ages;
- 1989, the Lewis Prize again for Ancient Egyptian Science, Vol. I;
- 1995, one of two newly-created Giovanni Dondi dall'Orologio European Prizes in the History of Science, Technology, and Industry, given in recognition of a lifetime of scholarship in the history of science;
- 1996, the 35th annual International Galileo Galilei Prize, given by the Award Foundation of the Italian Rotary for outstanding contributions by a foreign scholar to the study and diffusion of Italian culture.